# Zeidler (Familienname)
Zeidler ist ein Familienname.

## Herkunft und Bedeutung
Der Name bezieht sich auf das mittelhochdeutsche zīdeläre und bedeutet Bienenzüchter bzw. Zeidlerei.

## Namensträger
- Alfred Zeidler (Politiker, 1904) (1904–1951), deutscher Parteifunktionär (KPD/SED)
- Alfred Zeidler (Politiker, 1913) (1913–??), deutscher Ingenieur und Politiker (LDP/LDPD)
- Axel Zeidler (* 1957), deutscher Diplomat
- Carl Dietrich von Zeidler (1660–1710), polnisch-sächsischer Generalmajor
- Charlotte Zeidler (1814–1896), deutsche Pianistin und Klavierlehrerin
- Christian Salomon Zeidler (1687–1754), Bergmeister und Markscheider
- Christian Sigismund Zeidler (1692–1760), deutscher Mediziner
- Christoph Andreas Zeidler (1689–1756), sächsischer Bergmeister
- Eberhard Zeidler (Mathematiker) (1940–2016), deutscher Mathematiker
- Eberhard Heinrich Zeidler (1926–2022), deutsch-kanadischer Architekt
- Ernst Zeidler (1884–1939), deutscher Jurist und Politiker
- Erwin Zeidler von Görz (1865–1945), Feldmarschalleutnant der österreich-ungarischen Armee
- Egon Zeidler-Daublebsky Freiherr von Sterneck (1870–1919), Oberstleutnant, Generalstabschef der österreich-ungarischen Armee
- Ekkehard Zeidler (* 1939), deutscher Fußballspieler und -trainer
- Eva Zeidler (geborene Schmitt; 1928–2013), deutsche Schauspielerin und Autorin von Bühnenstücken
- Frank Michael Zeidler (* 1952), deutscher Maler und Zeichner
- Franz Zeidler (1883–1945), österreichischer Richter und deutscher Reichsgerichtsrat
- Frithjof Zeidler (* 1935), deutscher Film- und Fernsehproduzent
- Georg Zeidler (1860–1915), deutscher Baumeister, Architekt, Maler und Hochschullehrer
- Gerhard Zeidler (* 1936), deutscher Ingenieur und Manager bei Standard Elektrik Lorenz (SEL)
- Hans Zeidler (Botaniker) (1915–2003), deutscher Geobotaniker
- Hans Christoph Zeidler (* 1944), deutscher Informatiker und Hochschullehrer
- Hans Dieter Zeidler (1926–1998), deutscher Schauspieler
- Hans-Joachim Zeidler (1935–2010), deutscher Maler und Dichter
- Hatto Zeidler (* 1938), deutscher Pädagoge, Kunsterzieher und Bildhauer
- Heinrich Zeidler (Ingenieur) (1898–1992), deutscher Bauingenieur und Hochschullehrer
- Heinrich Basilius Zeidler (1640–1703), deutscher Theologe und Prediger
- Heinrich Friedrich Bernhard Zeidler (1889–??), deutscher Mediziner
- Henning Zeidler (* 1942), deutscher Internist und Rheumatologe
- Hermann Paul-Gerhard Zeidler (1876–1947), deutscher Schriftsteller
- Hieronymus Josef von Zeidler (1789–1869), Abt des Klosters Strachov
- Jakob Zeidler (1855–1911), österreichischer Literaturhistoriker
- Johann Zeidler (Theologe, 1591) (1591–1661), deutscher evangelischer Theologe in Lübeck
- Johann Zeidler (Theologe, 1593) (1593–1640), deutscher evangelischer Theologe in Bautzen
- Johann Zeidler (Mediziner) (1596–1645), deutscher Mediziner
- Johann Zeidler (Theologe, 1668) (1668–1727), deutscher evangelischer Theologe in Rostock
- Johann Gottfried Zeidler (1655–1711), deutscher evangelischer Theologe und Schriftsteller
- Judith Zeidler (* 1968), deutsche Ruderin
- Jürgen Zeidler, deutscher Ägyptologe und Keltologe
- Karl Zeidler (Jurist) (1923–1962), deutscher Jurist
- Karl-Heinz Zeidler (* 1944), deutscher Fußballspieler
- Karl Sebastian Zeidler (1719–1786), deutscher Politiker, Nürnberger Ratssekretär
- Konrad Zeidler ( –1442), erster Kanzler des späteren Kaisers Friedrich III.
- Manfred Zeidler (Chemiker) (1935–2016), deutscher Chemiker
- Manfred Zeidler (Historiker) (* 1952), deutscher Historiker
- Marlene Zeidler-Beck (* 1987), österreichische Politikerin (ÖVP)
- Melchior Zeidler (1630–1686), evangelischer Theologe
- Michael Zeidler (* 1944), deutscher Politiker (SPD), Mitglied im Landtag von Sachsen-Anhalt
- Norbert Zeidler (* 1967), deutscher Kommunalpolitiker, seit 2012 Oberbürgermeister von Biberach an der Riß
- Oliver Zeidler (* 1996), deutscher Ruderer
- Othmar Zeidler (1850–1911), österreichischer Chemiker
- Paul Zeidler (Dichter) (1548–1627), deutscher evangelischer Theologe, Dichter und Pädagoge
- Paul Zeidler (Schauspieler) (1885–1964), deutscher Schauspieler
- Paul Christoph Zeidler (1660–1729), sächsischer Bergmeister
- Paul Gerhard Zeidler (1879–1947), deutscher Schriftsteller
- Peter Zeidler (* 1962), deutscher Fußballtrainer
- Susanna Elisabeth Zeidler (1657–um 1706), deutsche Dichterin
- Tani Zeidler (* 1968), kanadische Springreiterin
- Ulrich Zeidler (1929–2020), deutscher Nuklearmediziner
- Uwe Zeidler (* 1967), deutscher Radsportler
- Viktor Zeidler (1868–1942), österreichischer Politiker
- Vincent Zeidler (* 2008), österreichischer Fußballspieler
- Wilhelm Zeidler (1841–1918), deutscher Politiker, MdR, MdL (Königreich Sachsen)
- Wolfgang Zeidler (1924–1987), deutscher Jurist, Richter und Präsident des Bundesverfassungsgerichts